# Brankovci
Brankovci (izvirno srbsko Бранковци) je naselje v Srbiji, ki upravno spada pod Občino Bosilegrad; slednja pa je del Pčinjskega upravnega okraja.

## Demografija
V naselju živi 101 polnoletni prebivalec, pri čemer je njihova povprečna starost 50,3 let (49,6 pri moških in 50,9 pri ženskah). Naselje ima 50 gospodinjstev, pri čemer je povprečno število članov na gospodinjstvo 2,32.
To naselje je v glavnem bolgarsko (glede na popis iz leta 2002), a v času zadnjih treh popisov je opazno zmanjšanje števila prebivalcev.
|  |

| Demografija | Demografija     | Demografija     |
| Leto        | Št. prebivalcev | Št. prebivalcev |
| ----------- | --------------- | --------------- |
|             |                 |                 |
|             |                 |                 |
|             |                 |                 |
|             |                 |                 |
| 1948        | 356             |                 |
| 1953        | 366             |                 |
| 1961        | 342             |                 |
| 1971        | 290             |                 |
| 1981        | 210             |                 |
| 1991        | 143             | 143             |
| 2002        | 116             | 116             |
|             |                 |                 |

| Etnična sestava po popisu iz leta 2002 | Etnična sestava po popisu iz leta 2002 | Etnična sestava po popisu iz leta 2002 | Etnična sestava po popisu iz leta 2002 | Etnična sestava po popisu iz leta 2002 |
| -------------------------------------- | -------------------------------------- | -------------------------------------- | -------------------------------------- | -------------------------------------- |
| Bolgari                                | Bolgari                                |                                        | 92                                     | 79,31%                                 |
| Jugoslovani                            | Jugoslovani                            |                                        | 19                                     | 16,37%                                 |
| Srbi                                   | Srbi                                   |                                        | 2                                      | 1,72%                                  |
| Makedonci                              | Makedonci                              |                                        | 1                                      | 0,86%                                  |
| Neznano                                | Neznano                                |                                        | 1                                      | 0,86%                                  |